# یانیس کالیتزاکیس
یانیس کالیتزاکیس (یونانی: Γιάννης Καλιτζάκης؛ زادهٔ ۱۰ فوریهٔ ۱۹۶۶) بازیکن فوتبال اهل یونان بود.
از باشگاه‌هایی که در آن بازی کرده‌است می‌توان به باشگاه فوتبال پاناتینایکوس و باشگاه فوتبال آ. ا. ک آتن اشاره کرد.
وی همچنین در تیم ملی فوتبال یونان بازی کرده‌است.